# Idolo degli adolescenti

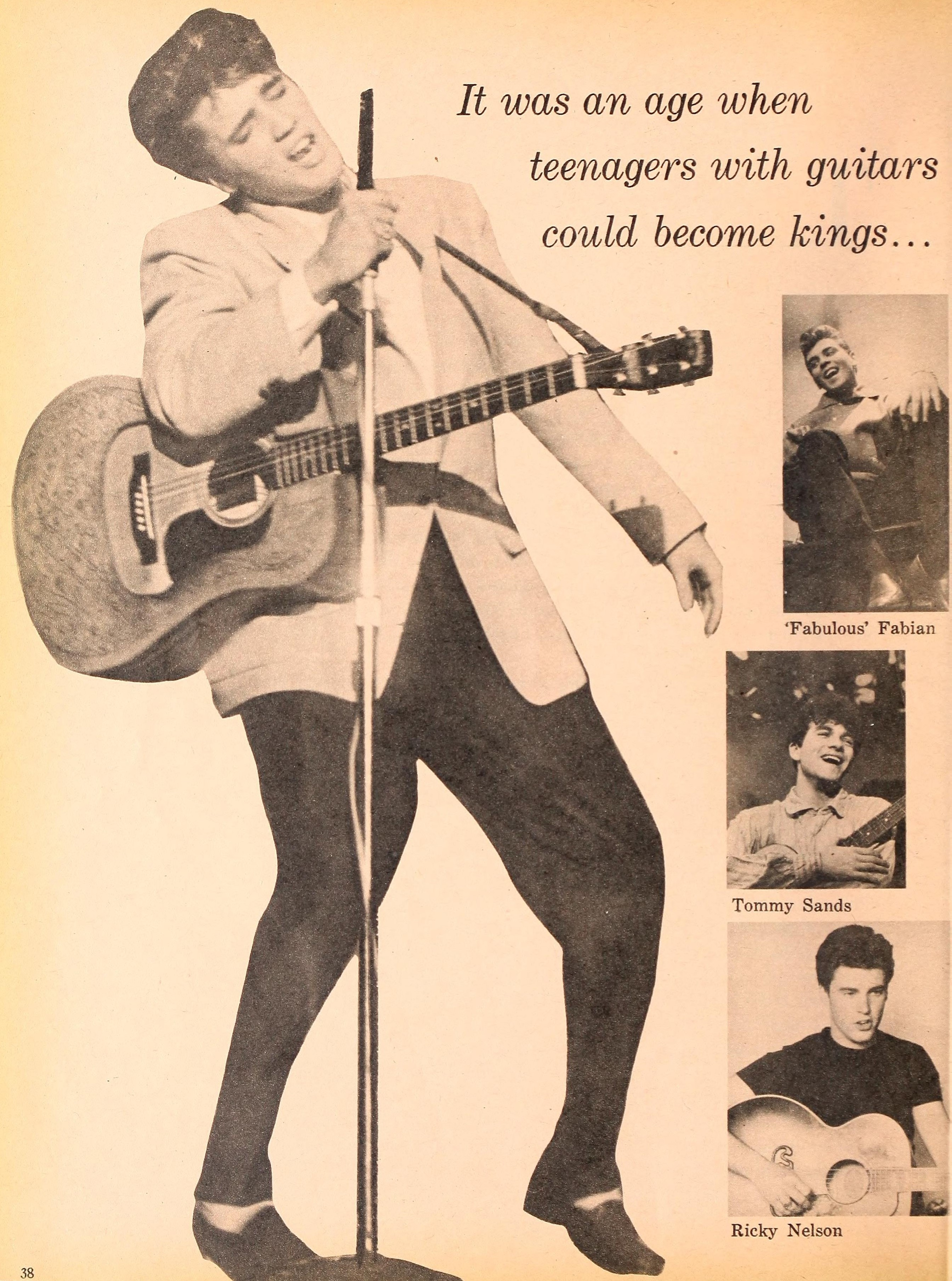
Elvis Presley, Tommy Sands, Fabian Forte e Ricky Nelson

Un idolo degli adolescenti, a cui ci si riferisce anche con il termine inglese teen idol (anche abbreviato idol) è una celebrità, solitamente giovane, che ha un grande seguito da parte degli adolescenti.

## Descrizione
Secondo P. David Marshall:

## Storia

### 1800 - 1940

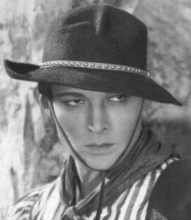
Rodolfo Valentino

Un idolo degli adolescenti ante litteram è il compositore e pianista ungherese Franz Liszt che, nel corso degli anni quaranta dell'Ottocento, scatenava il furore tra le ragazze dell'epoca durante le sue esibizioni. Tale fenomeno prende il nome di Lisztomania.
Uno dei primissimi idoli per adolescenti fu Rodolfo Valentino, attore e ballerino degli anni dieci e venti del Novecento che morì a 31 anni dopo aver girato una serie di film, come ad esempio I quattro cavalieri dell'Apocalisse del 1921, che ne cementarono l'immagine di latin lover.
Nel 1924, Roger Wolfe Kahn, anche conosciuto come Millionaire Maestro, divenne il primo idolo degli adolescenti negli USA quando esordì con il suo gruppo jazz all'età di sedici anni. La cantante lirica Geraldine Farrar contava un seguito di giovani fan soprannominate Gerry-flappers. Rudy Vallée, noto per i successi del 1929 Honey e Deep Night, fu probabilmente il primo cantante statunitense a generare l'isteria tra le adolescenti durante i suoi concerti che facevano il tutto esaurito.
Frank Sinatra, che esordì all'inizio degli anni quaranta, viene considerato uno dei primi veri idoli adolescenziali ed era particolarmente apprezzato dalle bobby soxer: le fan della musica dell'epoca, così chiamate perché, durante i concerti, erano obbligate a togliersi le scarpe in modo da non rovinare la pista da ballo.

### 1950-1960

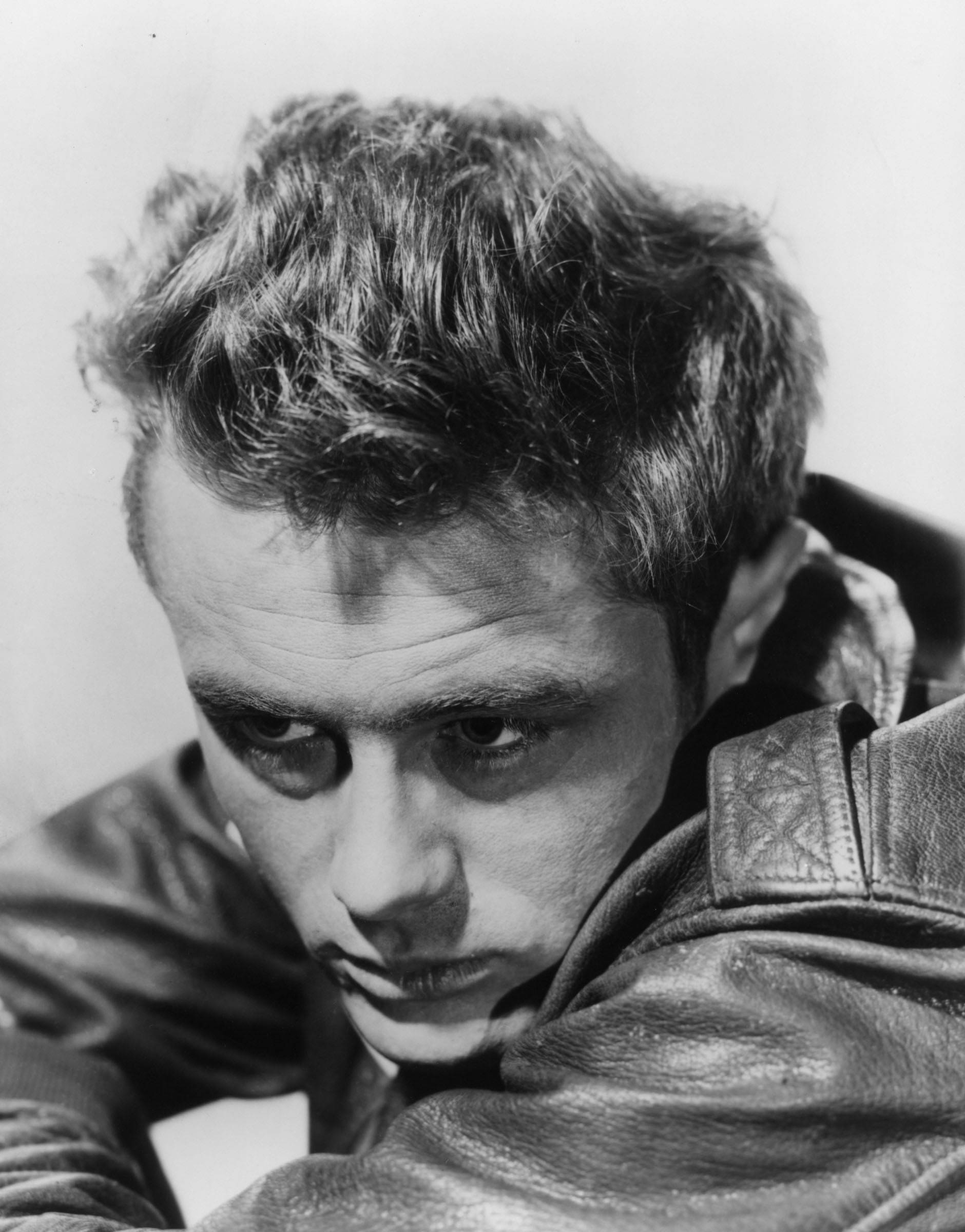
James Dean

Nel corso degli anni cinquanta e sessanta si assistette a un boom di giovani idoli britannici e statunitensi che spesso figuravano nelle copertine delle riviste. Il successo delle giovani star e l'emersione di numerose sottoculture giovanili portarono promotori e manager del music business, del cinema e della televisione alla creazione di idoli adolescenti di aspetto bello e rassicurante per venire incontro alle esigenze del ceto medio.
Tra i principali idoli per adolescenti di quegli anni figura James Dean che, sebbene avesse interpretato solo tre importanti ruoli cinematografici, ottenne due nomination agli Oscar ed era ammirato dalle giovani per il suo carisma e l'aspetto da ragazzo ribelle. Ad accrescere il suo status di teen idol contribuirono inoltre la sua partecipazione al film Gioventù bruciata (1955) e la morte prematura avvenuta a causa di un incidente stradale nel 1955. Tutt'oggi alcuni adolescenti si ispirano al look di Dean indossando magliette bianche e jeans.
Tommy Sands divenne un teen idol quando debuttò come attore in The Idol, un film per la televisione sul fenomeno degli idoli per adolescenti.
Annette Funicello venne selezionata da Walt Disney nel 1955 per partecipare a Il club di Topolino e divenuta il personaggio più in vista della prima stagione dello show.

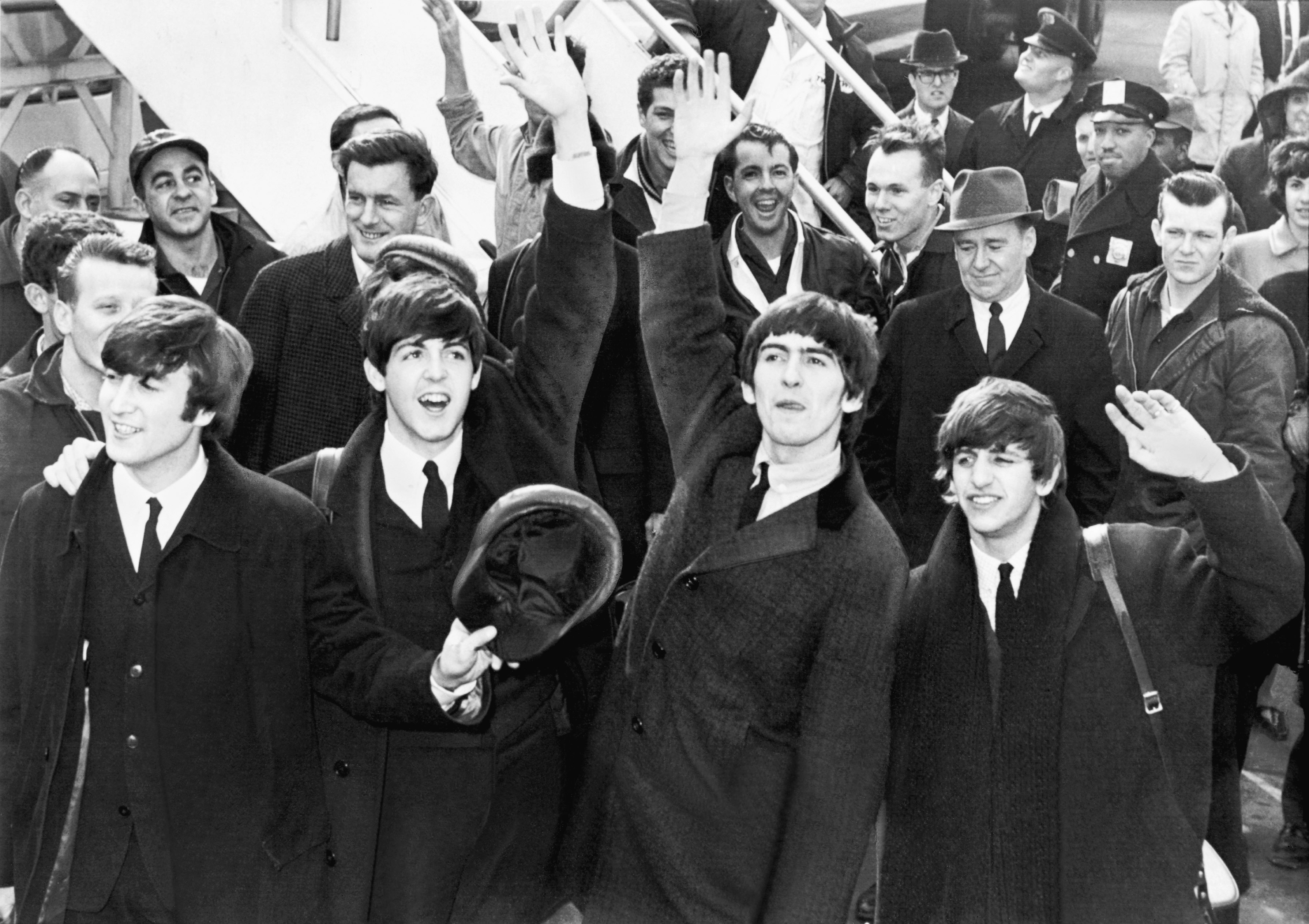
I Beatles (1964)

In questi anni spopolarono i film, le sitcom e i drammi televisivi con attori bambini tra cui Johnny Crawford, noto soprattutto per il suo ruolo di Mark McCain di The Rifleman (oltre che per aver fatto entrare cinque brani nella Top-40 di Billboard). Nel 1963 Luke Halpin ebbe grande successo come idolo degli adolescenti della serie Flipper. Altro giovane di successo fu Bobby Rydell, divenuto celebre con il film Ciao, ciao Birdie del 1963. Tra le altre giovani stelle del cinema e della televisione vi erano Paul Petersen, Patty Petersen e Shelley Fabares di The Donna Reed Show, Dwayne Hickman di The Many Loves of Dobie Gillis, Sally Field di Gidget, Jon Provost di Lassie, Jay North di Dennis the Menace e i fratelli Schultz in The Monroes.
Benché la maggior parte della musica in quegli anni fosse scritta da adulti, gli adolescenti del dopoguerra si rispecchiavano invece nei loro artisti coetanei, di cui ascoltavano le loro canzoni registrate sui vinili da 45 giri tramite i fonografi, che in alcuni casi erano portatili e a buon mercato.
Nel mondo del rock vale la pena citare Elvis Presley, che debuttò nel mondo della musica durante la metà degli anni cinquanta e fece scalpore per la sua immagine considerata all'epoca pericolosa dall'establishment (nei suoi videoclip veniva filmato dalla vita in su a causa delle movenze allusive delle sue gambe).
Ricky Nelson, un interprete di musica rockabilly considerato dai genitori un'alternativa "sicura" rispetto ad Elvis, divenne anch'egli un idolo degli adolescenti attraverso la serie televisiva girata dai suoi genitori The Adventures of Ozzie and Harriet. Il successo di Nelson ebbe termine nel 1964, anno in cui i Beatles riuscirono a sfondare negli USA.
Ritenuti da molti la band di maggiore importanza della musica moderna, i Beatles riuscirono a scalare le classifiche di Billboard per un totale di 58 settimane tra il 1964 e il 1970 e scatenavano il fervore dei loro fan, soprannominato Beatlemania. Ciò causò alcuni problemi al gruppo, che faticava a esibirsi dal vivo.[20] I quattro britannici ebbero ancora più fortuna di Elvis nel momento del suo massimo successo. La visibilità di cui godevano portò alla formazione dei Monkees, nati come risposta americana ai quattro di Liverpool e saliti alla ribalta grazie al programma TV I Monkees. I due membri più in vista del gruppo erano Micky Dolenz e Davy Jones.
Gli Herman's Hermits, i Rolling Stones e i Beach Boys erano idoli degli adolescenti, specialmente durante la prima parte della loro carriera. Neil Sedaka fu, durante gli anni sessanta, un altro teen idol che però decise di rivolgere l'attenzione a un pubblico più maturo nel corso degli anni seguenti.  divenne famoso  . Anche Roy Orbison, noto con le hit Oh, Pretty Woman, Only the Lonely e Crying, i Cowsills e Dino, Desi & Billy erano ritenuti degli idoli giovanili del periodo.
Molti idoli per adolescenti facevano parte della corrente musicale bubblegum, comprendente, oltre ai già citati Monkees, gli Archies, i Music Explosion, gli Ohio Express, Tommy Roe, i Lemon Pipers, i Banana Splits, la Partridge Family, i 1910 Fruitgum Company e gli Sweet.

Altri celebri cantanti e attori apprezzati dai giovani dell'epoca includono Marlon Brando, Tab Hunter, Sal Mineo, Frankie Avalon, Fabian Forte, Bobby Rydell, Frankie Lymon e Connie Stevens, Edd Byrnes, Troy Donahue, le Lennon Sisters e Paul Anka. Riferendosi a quest'ultimo, Jim Leach dichiara:

### Anni 1970

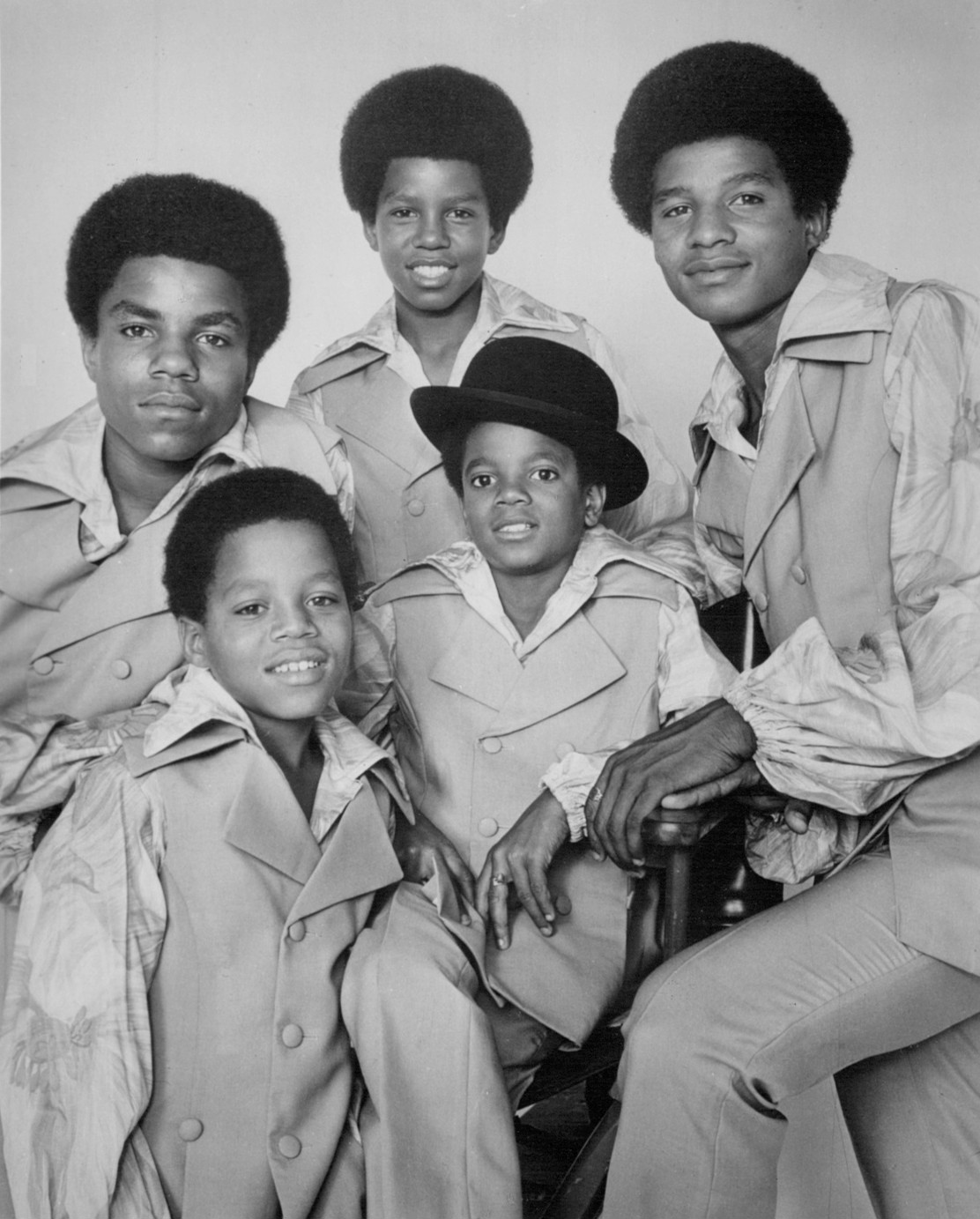
I Jackson 5 al loro debutto nel 1969

Tra la fine degli anni sessanta e la metà del decennio successivo ebbero fortuna cantanti/attori come Bobby Sherman e David Cassidy. Sherman figurò in serie e programmi destinati a bambini e teenager come Shindig!, Arrivano le spose, La famiglia Partridge, Archie e Sabrina e La famiglia Brady. Da giovani, Barry Williams, Christopher Knight, Vincent Van Patten, che era anche un noto tennista, John Molder Brown, Leonard Whiting, Raymond "Ray" Lovelock, Leif Garrett, Mark Hamill, Mark Lester, Jan-Michael Vincent e Jack Wild erano idoli giovanili che comparivano sulle riviste dei rotocalchi dell'epoca.
Il gruppo musicale degli Hudson Brothers conta una fitta discografia e la partecipazione a due programmi televisivi. Altri cantanti per adolescenti di questo periodo erano Shaun Cassidy, Leif Garrett, Donnie e Marie Osmond degli Osmond Brothers, Andy Gibb, Tony DeFranco dei DeFranco Family e i Bay City Rollers.
A partire dal 1970, col successo dei loro primi quattro singoli consecutivi, i Jackson Five vengono ricordati per essere stati la prima band interamente composta da afroamericani che si rivolgeva ad un pubblico di adolescenti ad aver ottenuto un successo internazionale. Il loro membro più prominente, Michael Jackson, che esordì da solista in questo decennio, divenne una superstar di grandissimo successo alla fine degli anni settanta con l'album da solista Off the Wall (1979).

### Anni 1980
Durante gli anni ottanta si assistette a un rinnovato interesse per i teen idol, che venivano promossi attraverso iniziative di marketing aggressive e più sofisticate che in passato. Questa tendenza proseguì anche nel corso del decennio successivo.
Il sopracitato Michael Jackson, raggiunse la notorietà mondiale nel campo della musica, dei videoclip e dei concerti dal vivo proprio in questo decennio, in particolare grazie al successo senza precedenti dei suoi album solisti Thriller (1982) e Bad (1987) che lo fecero diventare un fenomeno degli anni ottanta e un sex symbol agli occhi di molti giovani, dando vita alla Jacksonmania, definita anche Michaelmania o Michael Jackson Mania per distinguerlo dallo stesso termine utilizzato già nel decennio precedente per descrivere il successo dei Jackson 5 al completo.
Gli attori che negli anni ottanta divennero idoli per adolescenti comprendono l'attore Michael J. Fox, prima con la serie di successo Casa Keaton e, in seguito, con la trilogia di Ritorno al Futuro, l'attrice Alyssa Milano di Casalingo Superpiù, soprannominata Teen Queen of the 1980s, Molly Ringwald, che salì alla ribalta con i film Sixteen Candles e Breakfast Club, River Phoenix, Christian Slater, Ralph Macchio, Kirk Cameron, noto per aver impersonato Mike Seaver di Genitori in blue jeans, Scott Baio e Willie Aames, entrambi ricordati per aver fatto parte del cast della serie Baby Sitter. Anche gli attori Corey Feldman e Corey Haim, conosciuti come "i due Corey", sono diventati idoli degli adolescenti durante la seconda parte del decennio grazie a pellicole come I Goonies, Ragazzi perduti, Un piccolo sogno e License to Drive - Licenza di guida. Sebbene non ami considerarsi tale, anche l'attore Johnny Depp, che esordì nel mondo del cinema durante gli anni ottanta, è considerato da molte donne un teen idol. Fecero parlare di sé anche i cosiddetti brat pack: star che recitavano in film che trattano temi adolescenziali quali Emilio Estevez, Anthony Michael Hall, Rob Lowe, Andrew McCarthy, Demi Moore, Judd Nelson, Molly Ringwald e Ally Sheedy.
Durante gli anni ottanta, grazie anche alla creazione e all'ascesa del canale musicale MTV, la cantante Madonna assurse a teen idol, icona della moda dell'epoca e simbolo della cultura LGBTQ+ grazie a canzoni come Like a Virgin, Who's That Girl e Like a Prayer oltre che grazie ai suoi videoclip rivoluzionari e tour di grande successo in giro per il mondo in cui si atteggia a punkette femminista. Le sue fan prendono il soprannome di Madonna wannabe.
Tra i musicisti che negli anni ottanta avevano un folto seguito di adolescenti si possono contare l'australiano Rick Springfield, che interpretò Jessie's Girl e Don't Talk to Strangers e vinse un Grammy, i portoricani Menudo, che raggiunsero la vetta delle classifiche sudamericane, Debbie Gibson, che scrisse Foolish Beat quando aveva diciassette anni e pubblicò una serie di altri dischi di successo, Tiffany, emersa all'età di quindici anni e conosciuta per la cover di I Think We're Alone Now di Tommy James and the Shondells e Could've Been, i New Kids on the Block, che aprivano i concerti di Tiffany prima di diventare celebri nel corso della seconda metà degli anni ottanta, e ancora i New Edition, i Duran Duran, con l'idolo delle adolescenti Simon Le Bon e i Wham! con George Michael.

### Anni 1990
Alcuni dei principali act musicali degli anni novanta emersero ancora una volta grazie al canale MTV ed erano in molti casi delle boy band, i cui membri dovevano rispettare alcuni standard, tra cui l'avere un look pulito e una loro "personalità" distinta (poteva esserci, ad esempio, quello più "timido", il più "intelligente" ecc...) Tra di essi vi erano, oltre ai Menudo e i New Kids on the Block, già attivi durante gli anni ottanta, i Take That, i Backstreet Boys, e gli NSYNC con Justin Timberlake. Le band di questo tipo al femminile di questi anni includevano invece le Spice Girls, le TLC e le Destiny's Child con Beyoncé. Altri idoli adolescenziali popolari nel corso del decennio contano gli Hanson, Christina Aguilera, Jennifer Lopez, Mandy Moore, Jessica Simpson, Britney Spears, Enrique Iglesias, Ricky Martin ed Eminem.
Per quanto riguarda gli attori che ebbero un vasto seguito tra i teenager in questi anni vi erano Will Smith, con la serie di successo Willy, il principe di Bel-Air e i film Indipendence Day (1996) e Men in Black (1997), Alicia Silverstone, che recitò nei panni della protagonista del film Ragazze a Beverly Hills del 1995, Leonardo DiCaprio, diventato una star grazie a Titanic del 1997 e le sorelle Mary-Kate e Ashley Olsen.

### Anni 2000-oggi

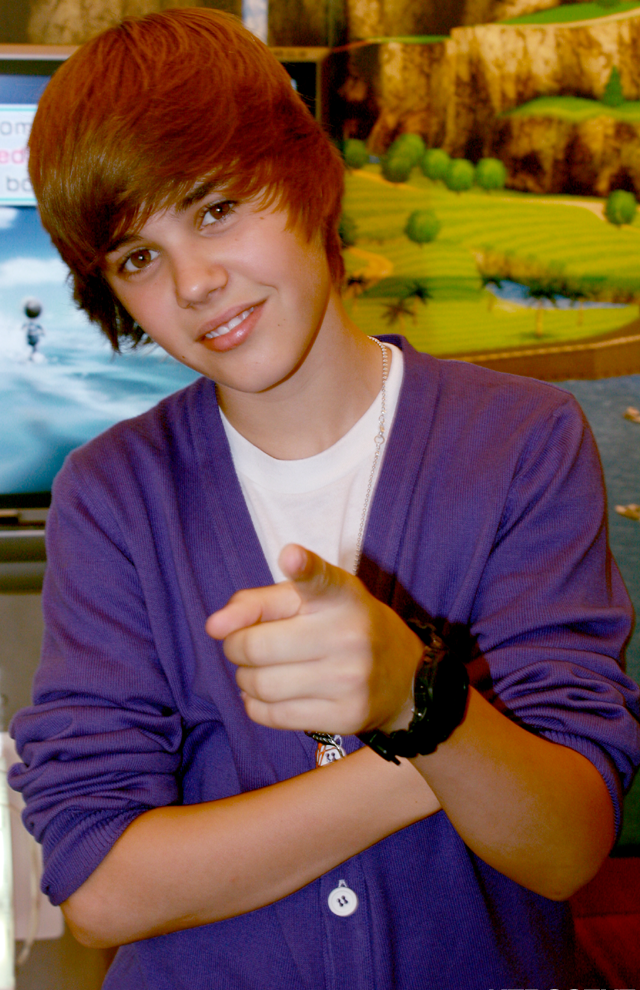
Justin Bieber, uno tra i maggiori teen idols dagli anni 2000 in poi

All'inizio degli anni 2000 gli idoli per adolescenti emergono ancora da vari media tradizionali, come televisione e radio, ma è anche un'era di transizione con l'arrivo di nuove piattaforme multimediali come internet. Tra i maggiori attori che diventano idoli per adolescenti nei primi 2000 vi sono Josh Hartnett, Heath Ledger, Ashton Kutcher, Frankie Muniz, diventato famoso con la serie TV Malcolm in the Middle e in seguito con il film Agente Cody Banks (2003), Zac Efron, grazie alla saga di High School Musical, le attrici Hilary Duff, con successi quali Lizzie McGuire - Da liceale a popstar (2003), Lindsay Lohan, Quel pazzo venerdì (2003) e Mean Girls (2004), e ancora Dylan e Cole Sprouse, con la serie Zack e Cody al Grand Hotel,  l'attore Tom Welling, grazie alla serie Smalville, i tre giovani protagonisti inglesi dei film tratti dalla saga di Harry Potter, Daniel Radcliffe, Rupert Grint ed Emma Watson e i tre protagonisti della saga cinematografica di Twilight, Kristen Stewart, Robert Pattinson e Taylor Lautner.
Tra i cantanti diventati teen idol a partire dagli anni 2000 vi sono Avril Lavigne, Miley Cyrus, inizialmente grazie alla serie Hannah Montana e in seguito come cantante solista, Taylor Swift, con il suo album di debutto omonimo del 2008, i Jonas Brothers e Justin Bieber, che sarà uno dei primi teen idol ad emergere dal mondo di internet, dove verrà notato grazie ad alcuni suoi video postati su YouTube, e che darà il via al fenomeno adolescenziale soprannominato "Bieber Fever" dai suoi fan, definitisi Beliebers.
Idoli adolescenziali emersi negli anni 2010 e 2020 sono il gruppo One Direction e il loro leader Harry Styles, cantanti come Ariana Grande, Selena Gomez, Camila Cabello, Billie Eilish, BTS e attori come Jennifer Lawrence e Josh Hutcherson, grazie alla serie di film di Hunger Games, Dylan O'Brien, prima grazie alla serie televisiva Teen Wolf e in seguito con la saga cinematografica di Maze Runner, Millie Bobby Brown e Finn Wolfhard, dalla serie TV Stranger Things, Timothée Chalamet, diventato famoso in tutto il mondo a partire dal film Chiamami col tuo nome del 2017, e l'attrice Jenna Ortega, dalla serie TV di successo Mercoledì.